# Atletico Oristano Calcio Femminile
L'Atletico Oristano Calcio Femminile, meglio nota come Atletico Oristano, è stata una società calcistica femminile italiana con sede ad Oristano. Attiva tra il 1986 e il 2022, ha disputato quattro campionati di Serie A, la massima serie del campionato italiano.

## Storia
Ha partecipato al campionato di Serie A di calcio femminile nelle stagioni 2000-2001 dopo la promozione dalla B 2004-2005 e 2005-2006. Al termine della stagione di Serie A2 2011-2012, ha vinto i playout contro la Juventus Torino per 2-1, conservando la categoria, e rimanendo l'unica squadra sarda in A2 dopo la retrocessione del Caprera e del Cagliari. In seguito alla riorganizzazione del campionato italiano e la chiusura del torneo di Serie A2 fine campionato 2012-2013 viene ammessa e disputa da allora la Serie B.
La stagione 2014-2015 viene affrontata con Manuela Tesse in panchina, proveniente dalla pluriscudettata Torres, che guiderà la squadra fino al 4º posto del girone A. Tesse a fine campionato decide di approfondire le sue capacità tecniche, lasciando il posto di responsabile tecnico della squadra, di conseguenza la società affida la panchina al tecnico delle due promozioni Mario Silvetti per la stagione 2015-2016, e Luisa Marchio. Negli anni successivi ha continuato a giocare in Serie B, per poi essere retrocessa in Serie C, la nuova terza serie del campionato italiano, al termine della stagione 2017-2018. Per due annate di fila è stata ripescata in Serie C dopo un'iniziale retrocessione, ossia nella stagione 2019-2020, e nella stagione 2020-2021.
Avendo concluso al quindicesimo e penultimo posto il girone B della Serie C 2021-2022, l'Atletico Oristano è stato retrocesso in Eccellenza e la sua successiva richiesta di ripescaggio non è stata accettata. Ha, in seguito, comunicato la cessazione delle attività, non iscrivendosi al campionato per la stagione 2022-2023.

## Colori
Fino alla stagione 2018-2019 i colori della maglia principale erano: maglia azzurra, pantaloncini bianchi e calzettoni bianchi.

A partire dalla stagione 2019-2020 i colori sociali sono diventati il bianco e il rosso: maglia rossa e bianca, pantaloncini rossi e calzettoni rossi; mentre la seconda maglia è bianca e blu.

## Allenatori
- 2000-2001  Mario Silvetti
- 2001-2002  Mauro Pala

 Elisabetta Secci, Gianni Carta e Filippo Sarais
 Salvatore Arca
- 2002-2004 ?
- 2004-2005  Mario Silvetti
- 2005-2006  Roberto Porcheddu

 Beppino Barbierato
- 2006-2014 ?
- 2014-2015  Manuela Tesse
- 2015-2016  Mario Silvetti e Luisa Marchio
- 2016-2018 ?
- 2018-2019  Luca Suella
- 2019-?  Antonello Campus
- 2021-2022  Giuseppe Diana

## Palmarès
- Campionato italiano di Serie A2: 1

2003-2004